# إنفاق

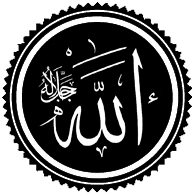

الإنفاق كلمة عربية تعني الصرف. في الإسلام، هو فعل يرجي فاعله إرضاء الله بعيداً عن الرياء، ويكون ذلك بالإنفاق في سبيل الله بحسب مفهوم المسلمين. وهو يختلف عن الزكاة المفروضة على المسلمين. ذُكرت كلمة إنفاق مرةً واحدة في القرآن في سورة الإسراء. بينما ذُكرت كلمة أنفقوا 18 مرة في القرآن.